# Katharina Kuhn
Katharina Maria Kuhn (geborene Schütt; * 9. Juni 1878 in Mainz; † 4. Oktober 1948 in Hamburg) war eine Hamburger Politikerin der USPD und Abgeordnete der Hamburgischen Bürgerschaft.

## Leben und Politik
Katharina Kuhn wurde als Lehrerin für die höhere Schule in Darmstadt ausgebildet. Nach ihrer Ausbildung arbeitet sie an verschiedensten Orten in Deutschland an Pensionaten, Privatschulen, Volksschulen und „Schwachsinnigenanstalten“ (Sprachgebrauch der Zeit). Sie arbeitete als Lehrerin ab 1903 am Emilie Wüstenfeld-Lyzeum. Von 1907 bis 1911 wurde sie zur Oberlehrerin für Naturwissenschaften ausgebildet und arbeitete bis Mai 1917 in dieser Funktion.
Sie wurde am 5. Mai 1917 für sechs Wochen in „Schutzhaft“ genommen und erhielt für sechs Monate Unterrichtsverbot, aufgrund ihres Auftretens bei einer Frauenversammlung und ihrer dort geäußerten Meinung.
Sie saß für die USPD von 1919 bis 1921 in der Hamburgischen Bürgerschaft.